# Le Comte de Monte-Cristo (film, 1943)
Pour les articles homonymes, voir Le Comte de Monte-Cristo (homonymie).
Pour plus de détails, voir Fiche technique et Distribution.
Le Comte de Monte-Cristo est un film dramatique franco-italien en deux parties réalisé par Robert Vernay et Ferruccio Cerio en 1943, pendant l'Occupation, d'après le roman d'Alexandre Dumas Le Comte de Monte-Cristo. Robert Vernay tourna une seconde adaptation, sortie en 1954.

## Synopsis
En 1814 à Marseille, le trois-mâts Le Pharaon, appartenant à l'armateur Morel, revient d'un voyage commercial aux Indes. Le lieutenant Edmond Dantès, en a pris le commandement après la mort du capitaine Leclerc. Le poste aurait dû revenir au second Caderousse, mais l'équipage n'a pas voulu de cet officier toujours ivre. Celui-ci en a conçu un vif ressentiment envers Dantès. À peine débarqué, Dantès va rejoindre sa fiancée, Mercédès.

## Fiche technique
- Titre original : Le Comte de Monte-Cristo
  - Première partie : Edmond Dantès
  - Seconde partie : Le Châtiment
- Réalisation : Robert Vernay et Ferruccio Cerio
- Scénario : Charles Spaak, d'après le roman d'Alexandre Dumas
- Distribution : Regina Productions et Excelsa Film (Italie)[3] (DVD : René Chateau)
- Société de production : Regina Productions[4]
- Production : Arys Nissoti et Pierre O'Connell
- Chef opérateur : Victor Arménise
- Décors : René Renoux
- Costumes : Rosine Delamare
- Montage : Jean Feyte
- Chef maquilleur : Paul Clavel
- Maquettes : Westly
- Danses et ballets réglés par Léo Staats, maître de ballet de l'Opéra de Paris
- Musique originale de Roger Désormière aux éditions Choudens
- Lieux de tournage : Studios des Buttes Chaumont
- Enregistrement : Radio-Cinéma
- Système sonore : Cottet (licence Tobis-Klang Film)
- Laboratoires : Éclair
- Pays :  France -  Royaume d'Italie
- Format :  Noir et blanc - 1,33:1 - 35 mm - son mono
- Genre : Drame
- Durée : 179 minutes (les deux parties assemblées)
- Date de sortie : 
  - France - 21 janvier 1943
- Source : VHS

## Distribution
- Pierre Richard-Willm : Edmond Dantès
- Michèle Alfa : Mercédès (version italienne : Bianca Della Corte)
- Aimé Clariond : Monsieur de Villefort, le procureur
- Alexandre Rignault : Caderousse
- Line Noro : "la Carconte", femme de Caderousse
- Marcel Herrand : Bertuccio
- Henri Bosc : Fernand, le comte de Morcerf
- André Fouché : Benedetto, le fils adoptif de Bertuccio
- Lise Delamare : Haydée, la fille du pacha
- Jean Chaduc : Albert de Morcerf
- Louis Salou : Beauchamp, le directeur de L'Impartial
- Ermete Zacconi : l'abbé Faria
- Charles Granval : Monsieur Morel
- Jacques Baumer : Noirtier, le père bonapartiste de Villefort
- René Bergeron : le policier
- Marie-Hélène Dasté : Madame de Villefort
- Yves Deniaud : Pénélan
- Fred Pasquali : Joannès
- Jean Joffre : Dantès père
- Paul Faivre : Brissard
- Hélène Vercors : Julie
- André Varennes : un inspecteur
- André Lorière : un invité de Villefort
- Camille Beuve : le capitaine Coclès

## Box-office
Le Comte de Monte-Cristo, 1re époque : Edmond Dantès :
- Union soviétique : 18 000 000 d'entrées (1950)[5].

Le Comte de Monte-Cristo, 2e époque : Le châtiment :
- Union soviétique : 18 000 000 d'entrées (1950)[6].